# Млечный Путь (фильм, 1936)
«Млечный Путь» (англ. The Milky Way) — чёрно-белая американская кинокомедия 1936 года режиссёра Лео Маккэри с участием комика Гарольда Ллойда.
Фильм снят по одноимённой пьесе Линн Рут и Гарри Клорка, впервые показанной на Бродвее в 1934 году.

## Сюжет
Скромный и робкий молочник Барлей Салливан (Гарольд Ллойд) случайно оказывается вовлечённым в ссору со Спидом Макфарландом (Уильям Гарган) — чемпионом мира в среднем весе по боксу. По счастливому стечению обстоятельств известный боксёр оказывается на земле, а слабый молочник выходит из схватки победителем.
За этой сценой наблюдает тренер Макфарланда, Гэбби Слоан (Адольф Менжу), который решает тренировать этого «перспективного бойца». Салливан соглашается, и через некоторое время, одержав ряд блистательных побед, в том числе и над Макфарландом, становится чемпионом мира по боксу и получает прозвище «Тигр».

## В ролях
- Гарольд Ллойд — Барлей Салливан
- Адольф Менжу — Гэбби Слоан
- Хелен Мак — Мэй Салливан
- Уильям Гарган — Спид Макфарланд
- Гарри Майерс — фотограф
- Марджори Гейтсон — миссис И. Уинтроп ЛеМойн

## Прочие сведения
- Первая роль в кино актёра Энтони Куинна (эпизод, в титрах не указан)[1].
- На главные и второстепенные роли безуспешно пробовались такие актёры, как Джек Оуки, Эдвард Хортон, Уильям Фраули, Брайан Донлеви, Макс Бэр (боксёр), Айда Лупино, Сэлли Блэйн, Гэйл Патрик и «пятерняшки» Дионн[2][3].
- Съёмки фильма начались 22 июля 1935 года[4], но были прерваны одновременной болезнью актёров Адольфа Менжу, Тиздейл и самого режиссёра Маккэри. Последнего некоторое время заменяли его брат Рэй и Норман Маклеод[2].
- По сценарию, главный герой, молочник Салливан, развозит молоко на белой лошади, но подходящее животное никак не могли найти. Тогда гримёры фильма с помощью своих средств сделали белую лошадь из вороной[2].
- В середине 1940-х годов саму ленту и все сопутствовавшие ей рабочие материалы выкупил и уничтожил продюсер Сэмуэл Голдвин, создавая свой ремейк «Малыш из Бруклина»[1]. В настоящее время оригинальный фильм доступен лишь потому, что хорошую копию сохранил Гарольд Ллойд[5].

## Премьерный показ в разных странах[6]
- США — 7 февраля 1936
- Финляндия — 12 марта 1936
- Дания — 20 марта 1936
- Франция — 11 апреля 1936 (только в Париже)
- Испания — 11 апреля 1936 (только в Мадриде и Барселоне)
- Австрия, Германия — 1936

Кроме того, фильм официально переводился на шведский, итальянский, греческий и португальский языки.